# FilesTube
 (septembre 2022).
Si vous disposez d'ouvrages ou d'articles de référence ou si vous connaissez des sites web de qualité traitant du thème abordé ici, merci de compléter l'article en donnant les références utiles à sa vérifiabilité et en les liant à la section « Notes et références ».
FilesTube était un moteur de recherche créé en 2007 par la société polonaise Red-Sky et mis hors ligne fin 2014. Il se spécialisait dans la recherche de fichiers (Musique, Vidéos, logiciels, Jeux Vidéo) sur les sites d'hébergement de fichiers. Le site était classé parmi les meilleurs sites de ce genre en se classant à la 125e place sur Alexa. La société Red-Sky a décidé d'interrompre le service de moteur de recherche au 1er décembre 2014, pour lancer à la place un service de streaming légal de films indépendants.

## Nom et logo
Le nom et le logo sont très fortement inspirés du site de partage vidéos YouTube. La première version du logo n'avait que la couleur bleue différente de la couleur rouge de YouTube. Voir : 